# Капітан Булгаков
Капітан Булгаков (GMC Pride) – трубоукладальне судно, створене для компанії «Чорноморнафтогаз».
Судно спорудили у 2009 році як баржу проекту Winbuild 1450 на китайській верфі Jiangsu Yangzijiang Shipbuilding у Джіангуні.
В 2011-му на турецькій верфі Hidrodinamik у Тузлі (Мармурове море дещо на схід від Стамбулу) почалось переобладнання судна на трубоукладальне, яке отримало назву GMC Pride, а за іншими даними – «Капітан Булгаков». Цю модернізацію здійснили на замовлення «Чорноморнафтогазу», який реалізовував проект освоєння розташованих у північно-західній частині Чорного моря Одеського та Безіменного газових родовищ, а тому мав необхідність у сполученні встановлених тут платформ з існуючою газотранспортною інфраструктурою. В середині лютого 2012-го GMC Pride полишило Тузлу, проте певний час повинне було очікувати на захищеній стоянці допоки в Чорному морі не встановиться прийнятна для переходу погода.
Судно здатне приймати на борт до 6 км труб діаметром від 325 мм до 530 мм та провадити їх укладання зі швидкістю до 2 км на добу.
Судно несамохідне, проте для забезпечення технологічного процесу має 5 двигунів Cummins KTA-38 потужністю по 0,85 МВт.
Екіпаж судна складає 11 осіб, при цьому під час виконання трубоукладальних робіт на ньому можливе розміщення до 70 осіб.
У серпні 2012-го судно почало прокладання трубопроводу довжиною 83 км, траса якого проходила на глибинах біля 100 метрів між платформами БК-1 та МСП-4 (Одеське та Голіцинське родовища відповідно). 21 листопада того ж року провели зварювання останнього стику.
Після будівництва газопроводу від Одеського родовища «Капітан Булгаков» тривалий час перебувало на заході Криму у озері Панське (сполучене з морем через Ярилгацьку бухту). При цьому після анексії Криму Росією воно було захоплений разом з іншими судами технічного флоту «Чорноморнафтогазу», після чого український суд ухвалив рішення про їх арешт.